# Natação no Campeonato Mundial de Esportes Aquáticos de 2023 - 400 m medley masculino
A disputa na modalidade 400 metros medley masculino de Natação no Campeonato Mundial de Esportes Aquáticos de 2023 fora realizada nos dias 22 e 23 de julho de 2023 na Marine Messe Fukuoka em Fukuoka, no Japão. Ao todo, 29 atletas de 23 Comitês Olímpicos Nacionais estavam previstos para participarem do evento. E, Léon Marchand, nadador francês, tornou-se bicampeão do evento, além de estabelecer um novo recorde mundial nesta modalidade.

## Formato da competição
A competição consiste em duas rodadas: eliminatórias e final. Os nadadores com os 8 melhores tempos nas eliminatórias avançam a final. Desempates (swim-offs) são utilizados conforme necessário para quebrar os empates de avanço a próxima rodada.

## Calendário
Todos os horários estão na Hora legal japonesa (UTC+9).
| Data                | Horário | Fase          |
| ------------------- | ------- | ------------- |
| 22 de julho de 2023 | 10:30   | Eliminatórias |
| 23 de julho de 2023 | 20:00   | Final         |

## Recordes
Antes desta competição, os recordes mundiais e do campeonato nesta prova eram os seguintes:
| Tipo                  | Atleta         | Tempo     | Local     | Data                 |
| --------------------- | -------------- | --------- | --------- | -------------------- |
|                       | Michael Phelps | 4m 03s 84 | Pequim    | 10 de agosto de 2008 |
| Recorde do campeonato | Léon Marchand  | 4m 04s 28 | Budapeste | 18 de junho de 2022  |

Nesta competição, o seguinte recorde mundial fora estabelecido: 
| Data        | Evento | Nome          | CON    | Tempo   | Recorde         |
| ----------- | ------ | ------------- | ------ | ------- | --------------- |
| 23 de julho | Final  | Léon Marchand | França | 4:02.50 | Recorde mundial |

## Medalhistas
| Ouro                   | Prata                          | Bronze             |
| Léon Marchand · França | Carson Foster · Estados Unidos | Daiya Seto · Japão |

## Resultados

### Eliminatórias
As eliminatórias foram realizadas no dia 25 de julho com início às 10:30.
| Pos. | Bateria | Raia | Nadador              | CON            | Tempo   | Notas |
| ---- | ------- | ---- | -------------------- | -------------- | ------- | ----- |
| 1    | 2       | 4    | Carson Foster        | Estados Unidos | 4:09.83 | Q     |
| 2    | 3       | 4    | Léon Marchand        | França         | 4:10.88 | Q     |
| 3    | 2       | 5    | Daiya Seto           | Japão          | 4:10.89 | Q     |
| 4    | 2       | 6    | Alberto Razzetti     | Itália         | 4:11.57 | Q     |
| 5    | 2       | 3    | Brendon Smith        | Austrália      | 4:11.75 | Q     |
| 6    | 3       | 5    | Chase Kalisz         | Estados Unidos | 4:12.37 | Q     |
| 7    | 3       | 2    | Balázs Holló         | Hungria        | 4:12.77 | Q     |
| 8    | 3       | 3    | Lewis Clareburt      | Nova Zelândia  | 4:12.85 | Q     |
| 9    | 2       | 1    | Lorne Wigginton      | Canadá         | 4:13.75 |       |
| 10   | 3       | 7    | Apostolos Papastamos | Grécia         | 4:14.52 |       |
| 11   | 2       | 7    | Thomas Neill         | Austrália      | 4:14.98 |       |
| 12   | 2       | 8    | Thomas Jansen        | Países Baixos  | 4:16.00 |       |
| 13   | 3       | 0    | Collyn Gagne         | Canadá         | 4:16.08 |       |
| 14   | 3       | 6    | Tomoru Honda         | Japão          | 4:16.71 |       |
| 15   | 1       | 2    | Erik Gordillo        | Guatemala      | 4:20.17 |       |
| 16   | 3       | 8    | Stephan Steverink    | Brasil         | 4:21.22 |       |
| 17   | 1       | 6    | Marius Toscan        | Suíça          | 4:21.24 |       |
| 18   | 1       | 5    | Héctor Ruvalcaba     | México         | 4:21.25 |       |
| 19   | 2       | 0    | Ádám Telegdy         | Hungria        | 4:21.29 |       |
| 20   | 3       | 1    | Luan Grobbelaar      | Nova Zelândia  | 4:21.54 |       |
| 21   | 2       | 9    | Kim Min-suk          | Coreia do Sul  | 4:22.17 |       |
| 22   | 3       | 9    | Richard Nagy         | Eslováquia     | 4:22.96 |       |
| 23   | 1       | 3    | Nguyễn Quang Thuấn   | Vietname       | 4:25.92 |       |
| 24   | 1       | 7    | Tan Khai Xin         | Malásia        | 4:26.83 |       |
| 25   | 1       | 8    | Jarod Arroyo         | Porto Rico     | 4:27.11 |       |
| 26   | 1       | 1    | Munzer Kabbara       | Líbano         | 4:28.66 |       |
| 27   | 1       | 9    | Kristaps Mikelsons   | Letónia        | 4:36.22 |       |
|      | 1       | 0    | Kun-Ming Fu          | Taipé Chinesa  | DSQ     |       |
|      | 2       | 2    | Wang Shun            | China          | DSQ     |       |
|      | 1       | 4    | Jaouad Syoud         | Argélia        | DNS     |       |

### Final
A final será realizada no dia 27 de julho às 20:00.
| Pos.              | Raia | Nadador          | CON            | Tempo   | Notas           |
| ----------------- | ---- | ---------------- | -------------- | ------- | --------------- |
| Medalha de ouro   | 5    | Léon Marchand    | França         | 4:02.50 | Recorde mundial |
| Medalha de prata  | 4    | Carson Foster    | Estados Unidos | 4:06.56 |                 |
| Medalha de bronze | 3    | Daiya Seto       | Japão          | 4:09.41 |                 |
| 4                 | 7    | Chase Kalisz     | Estados Unidos | 4:10.23 |                 |
| 5                 | 2    | Brendon Smith    | Austrália      | 4:10.37 |                 |
| 6                 | 8    | Lewis Clareburt  | Nova Zelândia  | 4:11.29 |                 |
| 7                 | 6    | Alberto Razzetti | Itália         | 4:11.73 |                 |
| 8                 | 1    | Balázs Holló     | Hungria        | 4:13.36 |                 |

Legenda
| Recorde mundial       | Recorde mundial (World record)               |                       | Recorde africano                      | Recorde africano (African) |                                           | Q | Classificado por posição (Qualified) |
| Recorde do campeonato | Recorde do campeonato (Championship record)  | Recorde da América    | Recorde da América (Americas)         | q                          | Classificado por melhor tempo (Qualified) |   |                                      |
| Melhor marca do ano   | Melhor marca do ano (World leading)          | Recorde asiático      | Recorde asiático (Asian)              | DNS                        | Não largou (Did not start)                |   |                                      |
| Recorde nacional      | Recorde nacional (National record)           | Recorde europeu       | Recorde europeu (European)            | DNF                        | Não terminou (Did not finish)             |   |                                      |
| Recorde pessoal       | Recorde pessoal do atleta (Personal best)    | Recorde da Oceania    | Recorde da Oceania (Oceania)          | DSQ / DQ                   | Desclassificado (Disqualified)            |   |                                      |
| Recorde da temporada  | Recorde da temporada do atleta (Season best) | Recorde sul-americano | Recorde sul-americano (South America) | NM                         | Sem marca (No mark)                       |   |                                      |